# Matilda Boson
Matilda Linnéa Boson (* 4. Dezember 1981 in Linköping, Schweden) ist eine ehemalige schwedische Handballspielerin.

## Karriere
Boson begann mit acht Jahren das Handballspielen bei Malmlätts AIK. Über die Station RP IF gelangte die Außenspielerin zu Skövde HF, mit dem sie in der höchsten schwedischen Spielklasse antrat. 2005 wechselte die Rechtshänderin in die dänische Liga, wo sie fortan für FCK Håndbold aktiv war. Nach zwei Jahren in der dänischen Hauptstadt wechselte sie zu Aalborg DH, mit dem sie 2009 Vizemeisterin wurde. Zwischen 2010 und 2012 lief Boson für den schwedischen Verein Spårvägens HF auf. Anschließend beendete sie ihre Karriere.
Boson bestritt 210 Länderspiele für die schwedische Nationalmannschaft, in denen sie 515 Treffer erzielte. Mit der Nationalmannschaft nahm sie an den Olympischen Spielen 2008 und an den Europameisterschaften 2004, 2006, 2008 und 2010 teil. Sie gehörte zum Aufgebot ihres nationalen Verbandes bei der Weltmeisterschaft 2009 in China. Im Sommer 2012 nahm sie an den Olympischen Spielen in London teil.
Boson war bei den Olympischen Spielen 2024 bei Handballspielen als TV-Expertin für Warner Bros. Discovery tätig.